# Palmyra (Nebraska)
Palmyra és una població dels Estats Units a l'estat de Nebraska. Segons el cens del 2000 tenia 546 habitants.

## Demografia
Segons el cens del 2000, Palmyra tenia 546 habitants, 209 habitatges, i 150 famílies. La densitat de població era de 620 habitants per km².
Dels 209 habitatges en un 45,5% hi vivien nens de menys de 18 anys, en un 57,4% hi vivien parelles casades, en un 10% dones solteres, i en un 27,8% no eren unitats familiars. En el 24,4% dels habitatges hi vivien persones soles el 9,6% de les quals corresponia a persones de 65 anys o més que vivien soles. El nombre mitjà de persones vivint en cada habitatge era de 2,61 i el nombre mitjà de persones que vivien en cada família era de 3,13.
Per edats la població es repartia de la següent manera: un 31% tenia menys de 18 anys, un 6,6% entre 18 i 24, un 30,6% entre 25 i 44, un 22,5% de 45 a 60 i un 9,3% 65 anys o més.
L'edat mediana era de 34 anys. Per cada 100 dones de 18 o més anys hi havia 103,8 homes.
La renda mediana per habitatge era de 39.773 $ i la renda mediana per família de 47.083 $. Els homes tenien una renda mediana de 31.607 $ mentre que les dones 24.500 $. La renda per capita de la població era de 16.632 $. Aproximadament el 6,2% de les famílies i el 5,8% de la població estaven per davall del llindar de pobresa.

## Poblacions més properes
El següent diagrama mostra les poblacions més properes.